# Juliet Cuthbert
Juliet Jean Cuthbert (Saint Thomas, 6 april 1964) is een voormalige Jamaicaanse sprintster, die gespecialiseerd was in de 100 m en de 200 m. Zij nam tijdens haar loopbaan viermaal deel aan Olympische Spelen en veroverde bij die gelegenheden drie medailles: twee zilveren en een bronzen. Haar grootste successen behaalde de Jamaicaanse op de 4 x 100 m estafette, waarop zij zowel op de Olympische Spelen als op de wereldkampioenschappen medailles veroverde, waaronder een gouden in 1991.

## Loopbaan

### Jeugd en studie
Cuthbert voltooide de Morant Bay High School, waar zij aan atletiek begon te doen. Hierin viel zij al snel op. Als tiener verhuisde zij vervolgens met haar moeder naar Philadelphia in de Verenigde Staten, waar zij de Olney High School volgde. Na het verkrijgen van een studiebeurs ging zij studeren aan de Universiteit van Texas en studeerde daar af in de sociologie.

### Brons op WK 1983
Haar eerste succes op atletiekgebied behaalde Juliet Cuthbert in 1983 door kampioene van Jamaica te worden op de 200 m. Vervolgens nam zij in datzelfde jaar deel aan haar eerste grote internationale wedstrijd, de wereldkampioenschappen in Helsinki, waar zij als lid van de Jamaicaanse 4 x 100 m estafetteploeg, die verder bestond uit Leleith Hodges, Jacqueline Pusey en Merlene Ottey, in 42,73 s de bronzen medaille veroverde achter de teams van Oost-Duitsland (goud in 41,76) en Groot-Brittannië (zilver in 42,71). Eerder in het toernooi was zij op de 100 m in de kwartfinale gestrand.

### Olympisch debuut
Het volgende jaar maakte Cuthbert haar olympisch debuut op de Olympische Spelen in Los Angeles, waar zij op de 100 m doordrong tot de halve finale. Hierin eindigde zij als laatste. Op de 4 x 100 m estafette maakte zij tevens deel uit van het Jamaicaanse team dat in de finale na een dramatische race als laatste finishte.
Vier jaar later kwam Cuthbert op de volgende Spelen, die van Seoel, op de 100 m een stuk verder. Ditmaal drong zij door tot de finale, waarin zij als zevende finishte in 11,26, nadat zij eerder in haar kwartfinale tot 11,03 was gekomen. Op de 4 x 100 m estafette ging het Jamaicaanse team, na eerder in de halve finale tot 43,30 te zijn gekomen, niet van start.

### Estafettegoud op WK, tweemaal zilver op OS
Op de WK van 1991 in Tokio werd Cuthbert op de 100 m zesde in 11,33. Op de 4 x 100 m estafette snelde zij vervolgens in 41,94 naar de gouden medaille, tezamen met Dahlia Duhaney, Beverly McDonald en Merlene Ottey. Hierbij versloeg het Jamaicaanse team de ploeg van Rusland, die tweede werd in 42,20 en die van Oost-Duitsland, derde in 42,33.
In het jaar dat volgde vertegenwoordigde zij Jamaica op de Olympische Spelen van Barcelona op de 100 m en de 200 m. Op beide afstanden won ze het zilver achter de Amerikanen Gail Devers en Gwen Torrence. Op de 4 x 100 m estafette, waaraan zij eveneens deelnam, slaagde de Jamaicaanse ploeg er echter niet in om een medaille te veroveren. De ploeg kwam zelfs niet aan de finish, hetgeen werd veroorzaakt doordat Cuthbert tijdens de race geblesseerd raakte. In datzelfde jaar werd ze verkozen tot Jamaicaans sportvrouw van het jaar.

### Verdere successen
De WK van 1993 in Stuttgart liet Cuthbert aan zich voorbij gaan, maar twee jaar later was zij er op de WK in Göteborg weer bij, hetgeen resulteerde in een achtste plaats in de finale van de 100 m en wederom een medaille, een zilveren ditmaal, op de 4 x 100 m estafette. In 42,25 werd zij op dit onderdeel, samen met Dahlia Duhaney, Beverly McDonald en Merlene Ottey, tweede achter het Amerikaanse team, dat in 42,12 won. De ploeg van Duitsland werd hier derde in 43,01.
In 1996 hielp Juliet Cuthbert op de Olympische Spelen van Atlanta de 4 x 100 m estafetteploeg, verder bestaande uit Michelle Freeman, Nikole Mitchell en Merlene Ottey, aan een bronzen medaille. De Jamaicaanse vrouwen moesten het Amerikaanse team (goud in 41,95) en dat van de Bahama's (zilver in 42,14) voor laten gaan en kwamen zelf tot een tijd van 42,24. Eerder was zij op de 100 m tot de halve finale gekomen, terwijl zij op de 200 m in 22,60 als zevende eindigde.
Met de Jamaicaanse estafetteploeg, verder bestaande uit Beverly McDonald, Merlene Frazer en Beverly Grant, won ze het jaar daarop, net als in 1995 in Göteborg, zilver op de WK in Athene, dit keer met een tijd van 42,10. Opnieuw was het Amerikaanse viertal, dat met 41,47 zelfs een kampioenschapsrecord vestigde, te sterk voor de Jamaicaanse vrouwen. Eerder was Cuthbert op de individuele 200 m doorgedrongen tot de halve finale, waarin zij vijfde was geworden.

### Na atletiekloopbaan actief in de politiek
Juliet Cuthbert beëindigde haar atletiekcarrière in 1999. De Jamaicaanse, die zich sindsdien op een carrière in de politiek richtte als lid van de Jamaicaanse Labour Party (JLP), bevestigde op 8 februari 2016 het reeds enige tijd rondgaande gerucht dat zij, op 51-jarige leeftijd, in verwachting was. Cuthbert is getrouwd met Levaughn Flynn en is moeder van een zoon van 27.

## Titels
- Wereldkampioene 4 x 100 m - 1991
- Jamaicaans kampioene 100 m - 1992
- Jamaicaans kampioene 200 m - 1983, 1995, 1997
- NCAA-kampioene 100 m - 1986
- NCAA-kampioene 200 m - 1985, 1986

## Persoonlijke records
Outdoor
| Onderdeel | Prestatie | Datum           | Plaats    |
| --------- | --------- | --------------- | --------- |
| 100 m     | 10,83     | 1 augustus 1992 | Barcelona |
| 200 m     | 21,75     | 5 augustus 1992 | Barcelona |

Indoor
| Onderdeel | Prestatie | Datum            | Plaats       |
| --------- | --------- | ---------------- | ------------ |
| 50 m      | 6,15      | 9 februari 1995  | Madrid       |
| 60 m      | 7,09      | 8 maart 1992     | Sindelfingen |
| 200 m     | 22,60     | 19 februari 1995 | Liévin       |

## Palmares

### 100 m
- 1978:  Carifta Games <17 jr. - 12,38 s
- 1980:  Centraal-Amerikaanse en Caribische kamp. <17 jr. - 12,0 s
- 1980:  Carifta Games <17 jr. - 12,0 s
- 1983: 7e in ¼ fin. WK - 11,67 s (in serie 11,58 s)
- 1984: 8e in ½ fin. OS - 11,80 s (in ¼ fin. 11,71 s)
- 1985: 6e Memorial Van Damme - 11,49 s
- 1988: 7e OS - 11,26 s (+ 3.0 m/s) (in ¼ fin. 11,03 s)
- 1991: 6e WK - 11,33 s
- 1992:  Jamaicaanse kamp. - 10,7 s
- 1992:  OS - 10,83 s
- 1994:  Goodwill Games - 11,12 s
- 1995: 8e WK - 11,44 s (in ¼ fin. 11,09 s)
- 1996: 5e in ½ fin. OS - 11,07 s (in serie 11,06 s)

### 200 m
- 1980:  Carifta Games <17 jr. - 25,58 s
- 1983:  Jamaicaanse kamp. - 23,67 s
- 1992:  OS - 22,02 s
- 1995:  Jamaicaanse kamp. - 23,10 s
- 1995: 6e WK indoor - 23,43 s
- 1996: 7e OS - 22,60 s
- 1997:  WK indoor - 22,77 s
- 1997:  Jamaicaanse kamp. - 22,48 s
- 1997: 7e in ½ fin. WK - 23,03 s (in ¼ fin. 22,83 s)
- 1998:  Centraal-Amerikaanse en Caribische Spelen - 22,63 s

### 4 x 100 m
- 1983:  WK - 42,73 s
- 1984: 8e OS - 53,54 s
- 1988: DNS OS (in ½ fin. 43,30 s)
- 1991:  WK - 41,94 s
- 1992: DNF OS
- 1995:  WK - 42,25 s
- 1996:  OS - 42,24 s
- 1997:  WK - 42,10 s

## Onderscheidingen
- Jamaicaans sportvrouw van het jaar - 1992

1983 Gladisch, Koch, Auerswald, Göhr · 
1987 Brown, Williams, Griffith-Joyner, Marshall · 
1991 Duhaney, Cuthbert, McDonald, Ottey · 
1993 Bogoslovskaja, Maltsjoegina, Voronova, Privalova · 
1995 Mondie-Milner, Guidry-White, Gaines, Torrence · 
1997 Gaines, Jones, Miller, Devers · 
1999 Fynes, Sturrup, Davis-Thompson, Ferguson · 
2001 Paschke, G. Rockmeier, B. Rockmeier, Wagner · 
2003 Girard, Hurtis-Houairi, Félix, Arron · 
2005 Daigle, Lee, Barber, Williams · 
2007 Williams, Felix, Barber, Edwards · 
2009 Facey, Fraser, Bailey, Stewart · 
2011 Knight, Felix, Myers, Jeter · 
2013 Russell, Stewart, Calvert, Fraser-Pryce · 
2015 Campbell-Brown, Morrison, Thompson, Fraser-Pryce · 
2017 Brown, Felix, Akinosun, Bowie · 
2019 Whyte, Fraser-Pryce, Smith, Jackson · 
2022 Jefferson, Steiner, Prandini, Terry · 
2023 Davis, Terry, Thomas, Richardson